# Fattore di rischio
Un fattore di rischio è una specifica condizione che risulta statisticamente associata ad una malattia e che pertanto si ritiene possa concorrere alla sua patogenesi, favorirne lo sviluppo o accelerarne il decorso.
Un fattore di rischio non è pertanto un agente causale, ma un indicatore di probabilità che lo stesso possa associarsi ad una determinata condizione clinica; la sua assenza non esclude la comparsa della malattia, ma la sua presenza, o la compresenza di più fattori di rischio, aumenta notevolmente il rischio di malattia. Il fattore di rischio può essere un aspetto del comportamento, una caratteristica intrinseca del soggetto o genetica, un'esposizione ambientale o uno stile di vita.
La più antica analisi dei vari fattori di rischio fu stilata da Avicenna nel libro Il canone della medicina (1020s), ma il primo utilizzo del termine fattore di rischio in senso moderno, correlato cioè all'analisi statistica di osservazioni epidemiologiche si deve a Thomas Royle Dawber, cardiologo statunitense che per primo effettuò uno studio sui fattori di rischio cardiovascolare e pubblicò i primi dati nel 1961.

## Tipologia
Generalmente si suddividono in fattori di rischio non modificabili e modificabili.

### Fattori di rischio non modificabili
Rientrano in questa categoria i fattori che non dipendono dalla volontà umana, e che non possono essere modificati. Fra essi i più importanti sono:
- Età
- Sesso
- Etnia
- Fattori genetici: ereditarietà, familiarità

### Fattori di rischio modificabili
Rientrano in questa categoria tutti i fattori collegati a esposizione del soggetto a determinati agenti, o a stili di vita della persona:
- Alimentazione
- Fumo di sigaretta (tabagismo)
- Assunzione di farmaci, ormoni o droghe
- Consumo di alcool
- Ipertensione arteriosa
- Dislipidemia
- Diabete
- Esposizione ad agenti biologici batteri, virus ecc
- Esposizione a radiazioni ionizzanti
- Esposizione ad agenti inquinanti
- Sedentarietà (stile di vita)

## Classificazione
- Familiari, fattori legati alla famiglia
- Ambientali, fattori legati al luogo in cui si vive
- Occupazionali, fattori legati alla professione svolta
- Chimici, fattori legati all'esposizione ad agenti chimici
- Biomeccanici, movimenti ripetuti o carichi pesanti
- Relazionali, lavoro notturno, burn out, mobbing
- Psicosociali, legati al carattere e alla psicologia dell'individuo.